# Obila emanata
Obila emanata là một loài bướm đêm trong họ Geometridae.